# Stodůlky (tvrz)
Tvrz ve Stodůlkách je zaniklé panské sídlo v Praze 5. Její lokace není známá.

## Historie
Roku 1159 náležely Stodůlky řádu johanitů. Část vsi byla od roku 1292 v majetku templářů, další část pak držela svatovítská kapitula.
V části patřící kapitule je k roku 1402 uváděna tvrz a dvůr s dvojím poplužím, které vlastnil probošt Jan. Z pozdějších dob zmínky o tvrzi nejsou a není známá ani doba jejího zániku.
Při husitských bouřích zabrali církevní majetek ve Stodůlkách Pražané. Později byla ves připojena ke statkům purkrabství Pražského hradu.